# Паденге сул Гарда
Паденге сул Гарда (итал. Padenghe sul Garda) је насеље у Италији у округу Бреша, региону Ломбардија.
Према процени из 2011. у насељу је живело 3801 становника. Насеље се налази на надморској висини од 74 м.

## Становништво
Према резултатима пописа становништва 2011. у општини је живело 4.276 становника.
| 1951. | 1961. | 1971. | 1981. | 1991. | 2001. | 2011. |
| ----- | ----- | ----- | ----- | ----- | ----- | ----- |
| 1.659 | 1.748 | 2.030 | 2.418 | 2.865 | 3.493 | 4.276 |